# Remnuoth
Remnuoth — одна из трёх упоминаемых Иеронимом Стридонским категорий монахов, существовавших в IV веке в Египте. Несмотря на то, что это слово более нигде не встречается, попытки определить его смысл и выявить черты соответствующей разновидности монашества неоднократно предпринимались. Традиционно это слово связывается с упоминаемой Иоанном Кассианом, также посещавшим в IV веке монастыри Египта, разновидностью монашества под названием «sarabaitai». Оба этих автора высказывали своё осуждение этому «третьему виду монахов». Первую попытку объяснения этих терминов предпринял немецкий коптолог XVIII века Пауль Яблонский. Начиная с 1990-х годов появилось множество исследований на эту тему. Общепринятого перевода этих слов нет, считается, что они происходят из коптского языка. Поскольку коптский язык является мёртвым, звучание этих слов также неизвестно.

## Свидетельства Иеронима Стридонского и Иоанна Кассиана
Описание монахов remnuoth содержится в 22 послании Иеронима Стридонского (Hieron. Ep. 22), датируемого 384 годом. В киевском собрании сочинений Иеронима 1880—1903 годов это послание имеет номер 21 и озаглавлено «Письмо к Евстохии — о хранении девства»; в нём это слово передано как «ремоботы» (Творения блаженного Иеронима Стридонского. т. 1, стр. 136). Отрывок, в котором упоминается слово remnuoth, в современном переводе А. Л. Хосроева звучит следующим образом:
Египте есть три вида монахов: киновия, которую они сами на своём языке называют sauhes, а мы можем называть «живущие вместе»; анахореты, которые живут поодиночке, подвизаются в пустыне и называются так потому, что удалились от людей; третий вид, худший и достойный порицания, который называют remnuoth и который в нашей провинции является если не единственным, то основным. Они живут вместе по двое, по трое или немногим больше, следуя собственным законам; часть из того, что они произвели, сносят они в общий котёл, чтобы иметь совместную трапезу. Живут они обычно в городах или городишках, и всё, что они продают, продают по дорогой цене (как будто бы являются святыми продукты их труда, а не сама жизнь). Среди них часто возникают ссоры, поскольку они, живя своим хлебом, не терпят кому-либо подчиняться. Всё у них показное: широкие рукава, просторные сапоги, добротная одежда, частые вздохи, посещение дев, насмешки над клириками, а когда наступает праздничный день, обжираются до рвоты.
Аналогичный по смыслу, но несколько более подробный рассказ приводится в 18-м собеседовании Иоанна Кассиана, который, как и Иероним, в конце IV века посещал монастыри Египта. Он также пишет о трёх родах монахов, называя третий «сарабаитами» (лат. sarabaitae). В главе 7 своего рассказа он сообщает об их происхождении и образе жизни. По его словам, вначале существовали только две «хорошие» разновидности монахов: киновиты и анахореты. При этом ещё с древности существовала тенденция, выразителями который были Анания и Сапфира, к ухудшению праведного образа жизни. Эти поползновения были пресечены «строгостью» апостола Петра, однако со временем его указания были забыты. В отличие от истинных монахов, смирение и отказ от мира у сарабаитов показные:
…сарабаиты, которые, уклоняясь от строгости киновийской, живут по двое и по трое в кельях, не довольствуясь попечением аввы и не подчиняясь его власти, но заботясь особенно о том, чтобы, освободившись от ига подчинённости старцам, иметь вольность исполнять свою волю, выходить куда бы ни вздумалось и делать что угодно, — днём и ночью изнуряют себя подёнными работами даже больше, нежели живущие в киновиях, но не с той верою и не с тем намерением. Ибо они это делают не для того, чтобы плод своего труда передать в распоряжение эконома, но чтобы приобрести себе деньги, которые сберегают. Смотрите, какое различие между ними (т. е. киновитянами и сарабаитами). Те, нисколько не думая о завтрашнем, с благодарностью приносят Богу плоды своих трудов; а эти, не только на завтра, но и на многие годы вперёд простирая заботы без веры, считают Бога лживым или неимущим, как будто Он обещанного ежедневного пропитания и одежды доставить им не может или не хочет. Те всячески стараются жить в несостоятельности и нищете, а эти — приобрести полное обилие всех благ. Те ревностно стараются в ежедневных работах сделать ещё сверх назначенного урока, чтобы из того, что будет превышать потребность монастыря, по распоряжению аввы отдавать в темницы, или странноприимницы, или больницы, или нуждающимся; а эти стараются о том, чтобы то, что превышает ежедневное пропитание, употреблять на роскошные удовольствия или, по крайней мере, сберегать по сребролюбию. Наконец, если положим, что они собранное не с лучшим намерением могли бы употребить лучше, нежели как мы сказали, то и это не равнялось бы с заслугою добродетели и совершенством киновитян. Ибо последние, принося монастырю столько доходов и ежедневно отдавая их, живут в таком смирении и подчинении, что отказываются от власти распоряжаться как собою, так и приобретённым собственными трудами, постоянно возобновляя горячность первого самоотвержения, когда ежедневно лишают себя плодов своих трудов.
Кассиан сообщает также, что по численности сарабаиты почти равны киновитам, что этот вид монахов существует и в других странах.

## Этимология

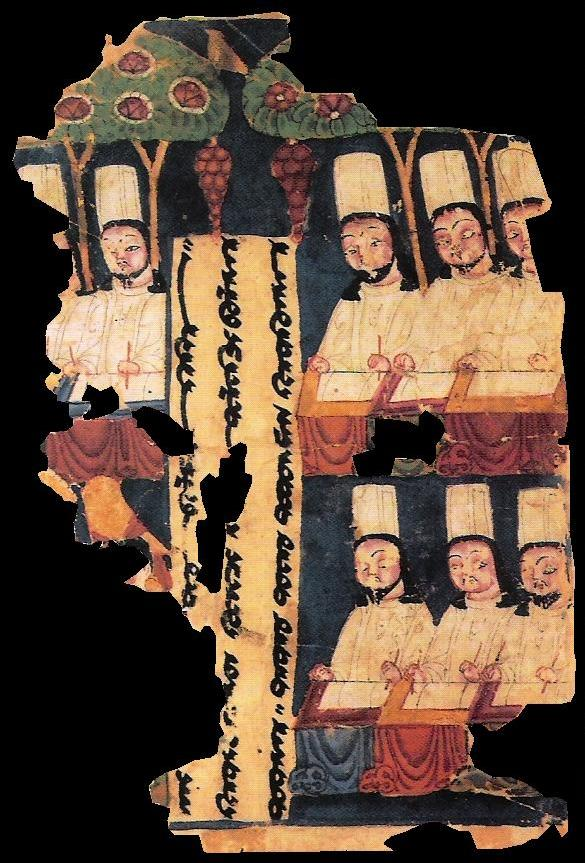
Манихейские жрецы — «Избранные» — на свитке из Таримского бассейна. Текст на согдийском языке

Большинство исследователей склоняются к тому, что слово remnuoth является латинской передачей какого-то коптского слова. По мнению Пауля Яблонского (ум. 1757), в основе лежат коптские слова ⲣⲱⲙⲉ («человек»), ⲛ̅ — признак родительного падежа, и ⲟⲩⲱⲧ — «один». Это предположение было высказано в изданной в 1804 году работе и не привлекло внимания учёных. Германский египтолог Вильгельм Шпигельберг предложил другое прочтение (1921): ⲣⲙ-ⲛ̅-ⲁⲃⲟⲧ (=ⲁⲩⲟⲧ, «лавра», монастырь). По предположению А. Л. Хосроева, оно происходит либо от ⲣⲙ̅ⲛ̅ⲟⲩⲱⲧ, означающего «человек, живущий отдельно», либо ⲣⲙ̅ⲛ̅ⲁⲩⲟⲧ, означающего «человек (из) монастыря (или кельи)». Таким образом, семантически слово имеет значение «монах». Подтверждение этому было получено в примечании к коптскому Евангелию от Фомы, в котором фразе ⲟⲩⲁ ⲟⲩⲱⲧ, то есть «один (человек)» сопоставлено греческое слово μοναχός.
Более сложным является вопрос о слове sarabaitae, поскольку близкого эквивалента ему в коптском языке найти не удалось. Согласно словарю коптского языка Уолтера Крама, одним из вариантов написания слова «монастырь» является ⲁⲃⲛⲧ, образующее окончание «-baita» слова «сарабаиты». Начало этого слова образовано от ⲥⲁ-ⲣ в значении «человек из», что даёт всему слову значение «человек из монастыря». Предположение Крама о том, что слово в целом является неправильным прочтением слова ⲥⲁⲣⲁⲕⲱⲧⲉ, «странствующий/человек, монах», которое встречается в коптских текстах с середины IV века до последней четверти XIV века, не нашло широкой поддержки. По мнению А. Л. Хосроева, такое прочтение противоречит тому, что сарабаиты были оседлыми, а не бродячими монахами, однако исследователями отмечалось, что впоследствии это слово приобрело бранный оттенок. Существуют и другие предположения о возможном коптском прочтении слова sarabaitae.
С точки зрения достоверности сообщаемых Иеронимом сведений, историки отмечают, что его письмо было написано в начале 384 года, тогда как он посетил Египет не ранее 386 года. Знал ли он коптский язык не известно, однако его указание о слове sauhes выглядит достоверно. Оно соответствует коптскому ⲥⲟⲟⲩⲝⲥ̅, означающему, согласно Краму, «конгрегация, собрание». Надёжность информации Кассиана также не бесспорна, поскольку свои «Собеседования» он написал около 425 года, то есть четверть века спустя после посещения Египта. Отмечается также, что оба термина встречаются в текстах других традиций. Слово ⲥⲁⲣⲁⲕⲱⲧⲉ в манихейском контексте означает путешествующего избранного; так же египтяне называли мелитиан. Даже если тут нет прямой связи со словом, употреблённым Кассианом, это помогает понять, каким образом слово sarabaitae приобрело негативную окраску. Аналогично, в манихейских текстах встречается слово ⲣⲙ̅ⲛ̅ⲟⲩⲱⲧ, как негативно окрашенное обозначение человека, который питается и ходит один.

## Исследование значения
Ни remnuoth, ни sarabaitai более нигде в таком смысле, как разновидность монахов, не упоминаются. Неизвестно также, откуда Иероним Стридонский взял свою классификацию, и не выдумал ли он её. В связи с этим исследователями предпринимаются попытки обнаружить сходные по смыслу слова среди обозначений разновидностей ранних египетских монахов. Высказывалось предположение, что образ жизни осуждаемых Иеронимом и Кассианом схож с организацией мелитианской общины — раскольнического течения, возникшего в начале IV века. То, что реальная ситуация не укладывается в простую трёхчастную схему, было понятно уже учёному VII века Исидору Севильскому, который в своих «Этимологиях» утверждал, что существует шесть видов монахов: киновиты, пустынники (лат. eremitae), отшельники (лат. anachoretae) и, с другой стороны, псевдо-отшельники, киркумкеллионы (лат. circumcelliones) и «те, которые называют себя sarabaitae или remobothitae».
Значительное число исследований посвящено соотношению понятия remnuoth с термином др.-греч. Ἀποτακτικός, «отрёкшиеся (от мира)». Это слово встречается уже в греческом Евангелии от Луки: «так всякий из вас, кто не отрешится от всего, что имеет, не может быть Моим учеником» (Лк. 14:26—33). В «Житии Пахомия» описывается, каким образом происходил приём в его монастырь: с желающими присоединиться говорил он «…о том, могут ли они оставить своих родителей и последовать за Спасителем», а затем «должны были они отказаться от мира, от близких и от себя самих». Проведённое Е. Випшицкой сопоставление примеров использования данного слова в корпусе пахомианских текстов и в папирологических источниках привело её к парадоксальному выводу о существовании категории монахов-«апотактиков», владевших недвижимостью и деньгами, участвующих в экономической жизни и не порывавших окончательно со своей семьёй. По мнению австралийского историка Эдвина Джаджа (Edwin Judge, 1977), существовало «апотактическое монашество», к которому он причислял remnuoth Иеронима Стридонского. По наблюдению учёного, в этом же смысле называл «апотактиками» киников император Юлиан в 362 году. О монахах-aputacticae пишет паломница в Палестину IV века Эгерия. Согласно реконструкции Джаджа, изначально «апотактиками» в церкви называли аскетов вообще. После смерти Антония Великого и написания его жития Афанасием Великим началась борьба за распространение строгих форм монашества, и к концу IV века апостатиками стали называть городских и сельских аскетов. Хотя Э. Джадж основывал свои выводы на значительном числе документов, его выводы сочла ошибочными польский египтолог Ева Випшицка, обратившая внимание на то, что слово «апотактик» не встречается в тех документах, где упоминается о владении ими собственностью. В результате последовавшей полемики были высказаны как мнения в пользу того, что Иероним и Кассиан говорили об одном и том же, «третьем типе» монахов, так и в пользу того, что единого «третьего типа» монахов не было, а имело место значительное разнообразие типов раннего монашества, не следующего ни модели индивидуального отшельничества, ни подчинению авторитета «старейшин». Вторую точку зрения последовательно отстаивает в своих работах Дж. Гёринг (J. E. Goehring). В любом случае, эта третья форма не выдержала испытания временем и вскоре исчезла.

### Исследования
на английском языке
- Blanchard M. J. Sarabaitae and Remnuoth: Coptic Considerations // The World of Early Egyptian Christianity. — 2007. — P. 49-60.
- Choat M. Philological and historical approaches to the search for the 'third type' of Egyptian monk // Coptic Studies on the Threshold of a New Millennium: Proceedings of the Seventh International Congress of Coptic Studies, Leiden, August 27-September 2, 2000. — 2004. — P. 857-866.
- Crum W. E. A Coptic Dictionary. — Oxford : Clarendon Press, 1939.
- Goehring J. H. Ascetics, Society, and the Desert: Studies in Early Egyptian Monasticism. — Trirnity Press International, 1999. — 287 p. — ISBN 1-56338-269-5.
- Judge E. A. The earliest use of Monachos for "Monk" and the origins of monasticism // Jahrbuch fur Antike und Christentu. — 1977. — P. 72-89.

на русском языке
- Хосроев А. Л. Из истории раннего христианства в Египте. На материале коптской библиотеки из Наг-Хаммади. — М. : Присцельс, 1997. — 372 с. — ISBN 5-85324-038-2.
- Хосроев А. Л. Пахомий Великий. Из ранней истории общежительного монашества в Египте. — Нестор-История, 2004. — 508 с. — ISBN 5-98187-009-5.

на французском языке
- Wipszycka E. 'Αναχωρητης, ερημιτης, εγκλειστος, αποτακτικος: sur la terminologie monastique en Égypte // Journal of Juristic Papyrology. — 2001. — Т. 31. — P. 147-168.